# Palais Ribeiro da Cunha
 (janvier 2014).
Si vous disposez d'ouvrages ou d'articles de référence ou si vous connaissez des sites web de qualité traitant du thème abordé ici, merci de compléter l'article en donnant les références utiles à sa vérifiabilité et en les liant à la section « Notes et références ».
Le Palacete Ribeiro da Cunha est un palais situé au centre de la capitale portugaise, Lisbonne.

## Histoire
Il a été édifié en 1877 par José Ribeiro da Cunha, un marchand de Minho sur les plans de l'architecte Henrique Carlos Afonso au Nord-Est de la Praça do Príncipe Real. Construit dans un style mauresque néo-orientaliste, le palais bénéficie d'une décoration riche et opulente sur 3 000 m2 et d'un jardin de même inspiration.
En 1901, le palais est racheté par la famille Seixas qui va l'occuper durant près de vingt ans. Le médecin Manuel Caroça acquiert l'édifice en 1920 et le cède à sa fille comme présent de mariage avec le médecin Lopo de Carvalho. En 1980 l'Universidade Nova reprend une partie des bâtiments pour en faire des bureaux d'administration tandis que la famille reste vivre au premier étage jusqu'aux années 1990. Longtemps les murs sont restés vides. Depuis les années 2010 il abrite un ensemble de bars, restaurants, boutiques et concept stores sous le nom de EmbaiXada.

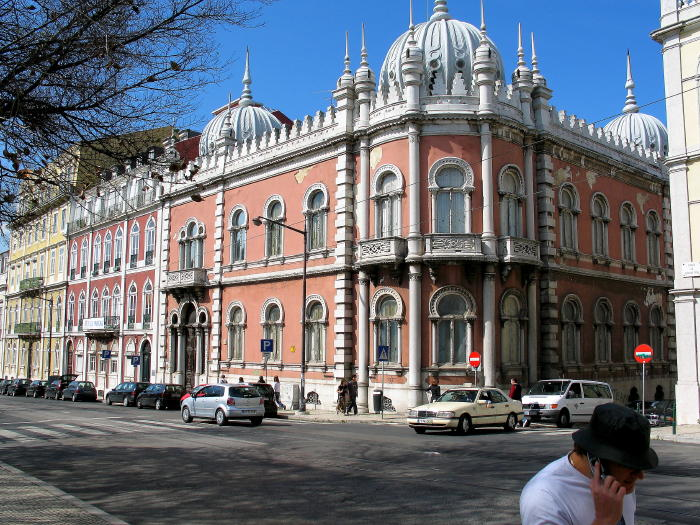
Façade du Palais Ribeiro da Cunha avant sa restauration (2006)

Canal+ y a tourné les deux saisons de Maison Close. L'immense puits de lumière ayant été provisoirement obstrué pour donner l'ambiance d'un bordel parisien des années 1870.